# Gullspångs kommun
Gullspång kommune ligger i det svenske län Västra Götalands län i landskaperne Västergötland og Värmland. Kommunens administrationscenter ligger i Gullspång og Hova. Byen ligger ved Gullspångsälven som forbinder søerne Skagern med Vänern

## Byer
Gullspång kommune har fire byer:

(indb. pr. 31. december 2005)
| #  | By          | Indbyggere |
| -- | ----------- | ---------- |
| 1. | Hova        | 1.375      |
| 2. | Gullspång   | 1.175      |
| 3. | Otterbäcken | 764        |
| 4. | Skagersvik  | 243        |